# Orde van Soevorov
De Orde van Soevorov (Russisch: "Орден Суворова") is een Russische onderscheiding die al in de periode van de Sovjet-Unie werd ingesteld. De orde, het is een socialistische orde, draagt de naam van maarschalk Aleksandr Soevorov (1729-1800) en werd op 29 juli 1942 ingesteld door de Opperste Sovjet van de toenmalige Sovjet-Unie.
Tijdens de Tweede Wereldoorlog, door de Russen de Grote Vaderlandse Oorlog genoemd, probeerde de communistische regering de symbolen van de kerk en de tsaristische geschiedenis opnieuw te gebruiken om zo het nationalisme te bevorderen. 
Na het uiteenvallen van de Sovjet-Unie werd de Orde van Soevorov, maar nu in de vorm van een kruis aan een lint, een orde van de Russische Federatie. Het centrale medaillon bleef gelijk. maarschalk Georgi Zjoekov werd op 28 januari 1943 als eerste gedecoreerd. Er zouden nog 7267 sterren volgen.
De orde was bestemd voor officieren die op het slagveld bijzondere leiderschap bewezen. Er waren en zijn drie graden maar de orde kent geen Ridder of Officier, men is "Drager" van de Orde van Soevurov. Men kon deze orde, net als de andere orden van de Sovjet-Unie, ook meermaals ontvangen. Maarschalk Ivan Konev ontving bijvoorbeeld zevenmaal de Leninorde, eenmaal de Orde van de Oktoberrevolutie, driemaal de Orde van de Rode Banier, tweemaal de Orde van Soevoerov, tweemaal de Orde van Koetoezov en eenmaal de Orde van de Rode Ster.
In de hiërarchie van de Sovjet-orden waren de oude Orde van de Rode Banier en de nieuwe Orde van Zjoekov meer in aanzien. De aan de marine verleende Orde van Oesjakov is de maritieme evenknie van de Orde van Soevorov, en de Orde van Koetoezov is lager in rang.

## De versierselen in de Sovjet-Unie
- De Eerste Klasse was gedacht voor commandanten die uitmunten in het leiden van een legergroep of leger. 
De Eerste Klasse werd toegekend als een 55 millimeter hoge vijfpuntige ster van massief platina. De ster heeft stralen die aan het einde afgerond zijn. Het ronde centrale medaillon, eveneens van platina, is 30 millimeter breed, Het portret van Maarschalk Soevorov is van massief goud en ook de cyrillische letters "Aleksandr Soevorov" en de lauwerkrans zijn van goud. De in goud gevatte rode ster boven het medaillon is versierd met robijnen. De gouden ring rond het medaillon is rood geëmailleerd.
De onderscheiding is zeer kostbaar uitgevoerd en er werden maar weinig exemplaren van uitgereikt.
De onderscheiding wordt op de linkerborst gespeld en niet aan een lint gedragen. Voor op het dagelijks uniform is een baton. Dit baton is voor de Ie Klasse van de Orde lichtgroen met een enkele brede goudkleurige streep in het midden.

- De Tweede Klasse was gedacht voor commandanten die uitmunten in het leiden van een divisie of brigade.
De Tweede Klasse werd toegekend als een 50 millimeter hoge vijfpuntige ster van massief goud. De ster heeft stralen die aan het einde afgerond zijn. Het ronde centrale medaillon, bij deze klasse van zilver, is 30 millimeter breed, Het portret van Maarschalk Soevorov en de lauwerkrans zijn van massief zilver maar de cyrillische letters "Aleksandr Soevorov" zijn van goud. De zilveren ring rond het medaillon is niet geëmailleerd.
De onderscheiding wordt op de linkerborst gespeld en niet aan een lint gedragen. Voor op het dagelijks uniform is een baton. Dit baton is voor de IIe Klasse van de Orde lichtgroen met twee goudkleurige streep randen.

- De Derde Klasse was gedacht voor commandanten die uitmunten in het leiden van een regiment of bataljon. Ook een stafchef van een regiment en een compagniecommandant kwam voor deze graad in de orde in aanmerking.
De Derde Klasse werd toegekend als een 50 millimeter hoge vijfpuntige ster van massief zilver. De ster heeft stralen die aan het einde afgerond zijn. Het ronde centrale medaillon, bij deze klasse van zilver, is 30 millimeter breed, Het portret van Maarschalk Soevorov en de lauwerkrans zijn van massief zilver maar de cyrillische letters "Aleksandr Soevorov" zijn rood geëmailleerd. De zilveren ring rond het medaillon is niet geëmailleerd.
De onderscheiding wordt op de linkerborst gespeld en niet aan een lint gedragen. Voor op het dagelijks uniform is een baton. Dit baton is voor de IIIe Klasse van de Orde lichtgroen met een enkele smalle goudkleurige streep in het midden en twee goudkleurige streep randen.

Ondanks deze strenge bepalingen werden de Eerste en Tweede Klasse van de Orde van Soevorov ook aan directeuren van wapenfabrieken en ontwerpers van wapens, materieel en vliegtuigen toegekend.
Na de ineenstorting van de Sovjet-Unie behield Rusland de Orde van Soevorov als Russische orde.